# Johann Friedrich von Chardel
Johann Friedrich von Chardel, auch Johannes Friedrich Chardel (* 12. März 1673 in Luxemburg; † 17. Juni 1713 in Ingolstadt) war ein deutscher Rechtswissenschaftler und Hochschullehrer.

## Leben
Über Chardels Leben ist kaum etwas bekannt. Der aus Luxemburg stammende Chardel studierte wohl in Ingolstadt die Rechtswissenschaft. Im Jahr 1700 wurde er an der Universität Ingolstadt zum Dr. iur. promoviert. Sein weiterer Verbleib nach der Promotion liegt im Dunkeln. Erst wieder 1706 tritt er nachweislich in Erscheinung, In diesem Jahr wurde er an der Ingolstädter Universität als außerordentlicher Professor an die Juristische Fakultät berufen. Zwei Jahre später, 1708, wurde er zum ordentlichen Professor der Institutionen und zugleich zum Kaiserlichen Rat ernannt. Im Jahr 1711 hatte er das Rektorenamt der Universität inne. 1713 verstarb er im Amt.

## Publikation
Von Chardel ist lediglich eine Publikation bekannt und erhalten:
- Discursus de primis iuris publici principiis, Hauser, Augsburg 1712.